# Ján Čarnota
Ján Čarnota (* 8. června 1985, Stará Ľubovňa, Československo) je slovenský fotbalový obránce, nejčastěji nastupující jako pravý bek. Jeho bratr Patrik Čarnota je taktéž fotbalistou.

## Osobní život
Absolvoval s maturitou sportovní stavební učiliště.

## Klubová kariéra
S fotbalem začínal v rodně Staré Ľubovni. Roku 2004 přestoupil do Tatranu Prešov, kde nastupoval jak za dorost, tak i za rezervu. Po návratu do Staré Ľubovně v roce 2005 pomohl týmu k postupu do 1. ligy. Od srpna 2006 hostoval v mužstvu MFK Dolný Kubín, hostování změnil v přestup v březnu nadcházejícího roku. V Kubíně hrál tři roky, poté odešel v červenci 2009 na roční hostování do prvoligového MFK Ružomberok. Po návratu z hostování si ho vyhlédl celek FC Spartak Trnava, kam přestoupil v červnu 2010. Za Trnavu odehrál 19 utkání, avšak po změně trenéra mu bylo oznámeno, že s ním klub nadále nepočítá. Po rozvázání smlouvy se vrátil zpět do Kubína.
Na podzim 2012 zamířil do druholigového celku MFK Zemplín Michalovce. Z počátku hrával v základní sestavě, poté z ní ale vinou zranění vypadl a už se do ní nevrátil. V zimní přestávce se dohodl s klubem na ukončení smlouvy.
Do SFC Opava přišel v lednu 2013 jako volný hráč na zkoušku. Během přípravy přesvědčil natolik, že získal roční smlouvu s roční opcí. Svou premiéru v soutěžním utkání a hned v základní sestavě si odbyl dne 9. března 2013 v domácím zápase proti HFK Olomouc, který skončil 0:1. Po nepovedené sezóně, na jejímž konci Opava sestoupila do Moravskoslezské fotbalové ligy, s ním klub již dále nepočítal a Čarnota se stal volným hráčem.